# 6321 Namuratakao
6321 Namuratakao eller 1991 BV är en asteroid i huvudbältet, som upptäcktes den 19 januari 1991 av den japanske amatörastronomen Atsushi Sugie i Dynic-observatoriet. Den är uppkallad efter japanen Takao Namura.
Asteroiden har en diameter på ungefär 7 kilometer och den tillhör asteroidgruppen Eunomia.